# 兎沢古墳群
兎沢古墳群（うさぎさわこふんぐん）は、静岡県焼津市野秋字兎沢に所在する、古墳時代最終末期から奈良時代前半（7世紀〜8世紀前半）の古墳群。

## 概要
高草山から駿河湾（大崩海岸）に張り出し、東海道の要衝として静岡平野と志太平野を分断する山塊にあり、東海道新幹線・国道1号・東海道本線のトンネル直上に位置する。古墳分布域の標高はおよそ97〜127メートルを測る。
1959年（昭和34年）、1982年（昭和57年）、1986年（昭和61年）に調査が行われている。稜線上に10基の古墳が所在するとされていたが、近年では5号墳・10号墳が欠番とされ、8基とされている。1982年（昭和57年）に行われた農道敷設工事事業では、静岡県埋蔵文化財調査研究所によって計画道路上に位置する4号墳が発掘調査され、横穴式石室から7世紀前半の須恵器短頸壺が出土した。またこの調査の際、斎藤忠により9号墳の石室奥壁からイノシシや鳥とみられる線刻画が発見された。
4号墳は調査後に解体されたが、残りの7基は保存され石室の見学が可能である。

## 註釈
1. 1 2  焼津市教育委員会 2018年 pp.3
2. ↑  静岡県埋蔵文化財調査研究所 1984年 pp.53-57
3. ↑  現地解説版より
4. ↑  焼津市歴史民俗資料館 2000年 pp.14
5. ↑  静岡県埋蔵文化財調査研究所 1984年 pp.61
6. ↑  斎藤 1984年 pp.66-68